# 바라카 (영화)
바라카(Baraka)는 미국에서 제작된 론 프릭크 감독의 1992년 다큐멘터리, 전쟁 영화이다.
이 영화는 24개국 152개 지역에서 촬영되었다.